# W pogoni za Harrym Winstonem
W Pogoni za Harrym Winstonem (org. Chasing harry winston) – powieść autorstwa Lauren Weisberger wydana w 2008 roku.
Autorka opowiada o trzech dobiegających trzydziestki przyjaciółkach, które zawierają nieformalny pakt - w ciągu najbliższego roku każda z nich ma dokonać jednej znaczącej zmiany w swoim życiu. Związana od pięciu lat z jednym facetem i marząca o małżeństwie i dziecku Emmy właśnie zakończyła związek - nie z własnego wyboru. Duncan porzuca ją dla dwudziestotrzyletniej dziewczyny. Choć dotąd była zdeklarowaną monogamistką, teraz zrozumiała, że bardziej odpowiadają jej przelotne romanse, którym sprzyjają częste podróże służbowe. Leigh pozornie ma wszystko - i idealną pracę w wydawnictwie, i wymarzone mieszkanie, i świetnego mężczyznę, zakochanego w niej do szaleństwa, ale nie jest przekonana, że spotkała Tego Jedynego, z którym chciałaby spędzić resztę życia. 